# Grabenstetten
Grabenstetten – miejscowość i gmina w Niemczech, w kraju związkowym Badenia-Wirtembergia, w rejencji Tybinga, w regionie Neckar-Alb, w powiecie Reutlingen, wchodzi w skład wspólnoty administracyjnej Bad Urach. Leży w Jurze Szwabskiej, ok. 18 km na wschód od Reutlingen.
W pobliżu miejscowości odkryto największe ze znanych o oppidiów (osad obronnych z okresu lateńskiego), zajmujące powierzchnię 1400 ha i mające długość wałów równą 30 km.